# رود اولما
رود اولما (روسی: Ульма) رود در استان آمور کشور روسیه است.